# Promachus trichonotus
Promachus trichonotus är en tvåvingeart som först beskrevs av Christian Rudolph Wilhelm Wiedemann 1828.  Promachus trichonotus ingår i släktet Promachus och familjen rovflugor. Inga underarter finns listade i Catalogue of Life.